# Stäppskruvmossa
Stäppskruvmossa (Syntrichia princeps) är en bladmossart som beskrevs av Mitten 1859. Stäppskruvmossa ingår i släktet skruvmossor, och familjen Pottiaceae. Enligt den svenska rödlistan är arten nära hotad i Sverige. Arten förekommer på Gotland. Artens livsmiljö är havsstränder, jordbrukslandskap. Inga underarter finns listade i Catalogue of Life.